# Bona Sforza
Bona Sforza d’Aragona (ur. 2 lutego 1494 w Vigevano, zm. 19 listopada 1557 w Bari) – od 1518 królowa Polski i wielka księżna litewska, księżna Rusi, Prus i Mazowsza itd., księżna Bari i Rosano, spadkobierczyni pretensji do Królestwa Jerozolimy od 1524. Żona Zygmunta Starego, matka Zygmunta Augusta i Anny Jagiellonki.
Pełna tytulatura królowej: Bona Dei gratia regina Poloniae, magna dux Lithuaniae, Barique princeps Rossani, Russiae, Prussiae, Masoviae etc. domina. (Bona, z Bożej łaski królowa Polski, wielka księżna Litwy, księżna Bari i Rossano, pani Rusi, Prus, Mazowsza itd.).
Tytulatura skrócona: Bona Sfortia Dei gratia regina Poloniae (Bona Sforza, z Bożej łaski królowa Polski), Bona Sphortia regina Poloniae (Bona Sforza, królowa Polski), Bona Sfortia de Arragonia Regina Poloniae (Bona Sforza d’Aragona, królowa Polski).

## Życiorys

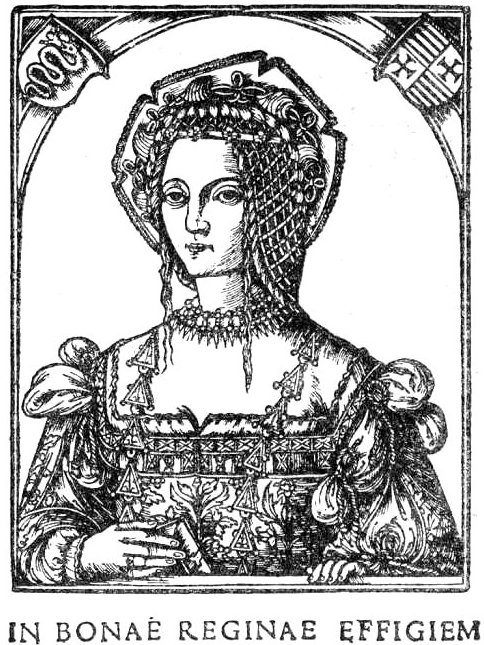
Królowa Bona – drzeworyt z dzieła Decjusza De vetustatibus Polonorum z 1521

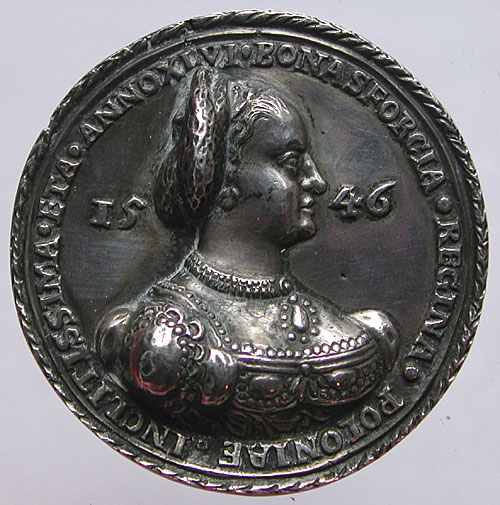
Medal z podobizną królowej z 1546 r.

Pochodziła z możnego włoskiego rodu książąt Mediolanu – Sforzów. Była córką Giana Galeazza Sforzy i Izabeli Aragońskiej. Mimo iż jej ojcu należała się władza w Księstwie Mediolanu, został on odsunięty przez Ludovica il Moro, który sprawował władzę w imieniu młodego księcia aż do jego śmierci w 1494 na zamku w Pawii. Wkrótce po tym księżna Izabela, matka Bony, wraz z córkami wyjechała do Bari. Chcąc odzyskać znaczenie polityczne i swe dawne posiadłości, dążyła do jak najkorzystniejszego wydania za mąż Bony (jej siostra Ippolita zmarła wcześniej podczas rocznego pobytu na wyspie Ischia). Pierwsze próby zakończyły się niepowodzeniem ze względu na niekorzystne położenie polityczne Izabeli, ale dzięki wsparciu Habsburgów udało się doprowadzić do jej małżeństwa z owdowiałym królem polskim Zygmuntem Starym. Uroczystości zaślubin i koronacji Bony odbyły się w Krakowie 18 kwietnia 1518.

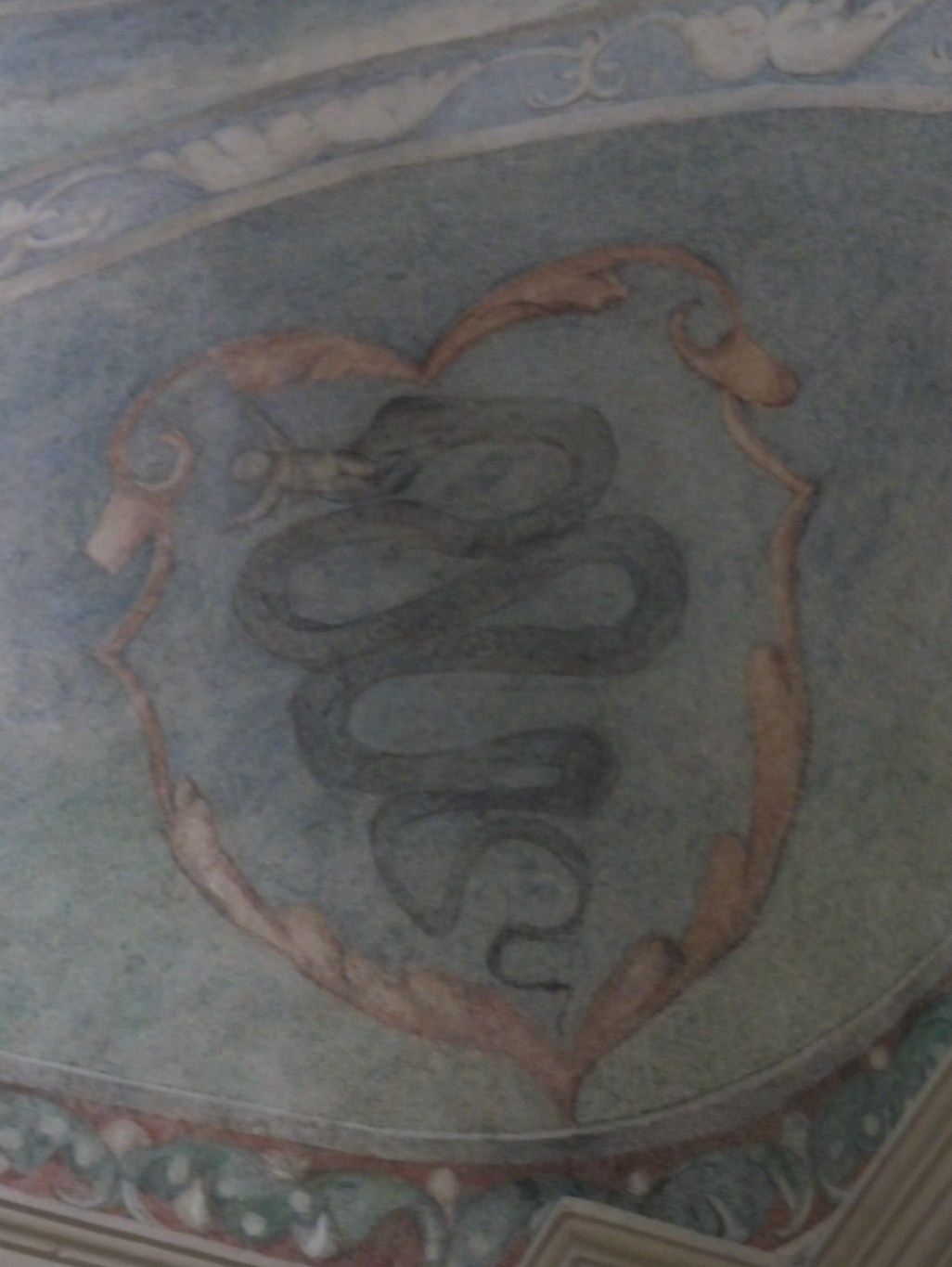
Herb królowej Bony (Sforzów) z 1530 r. w kaplicy Grobu Chrystusa w bazylice kolegiackiej Grobu Bożego w Miechowie

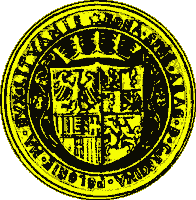
Pieczęć królowej Bony

W młodości Bona odebrała staranne wykształcenie. Jej nauczycielem był Crisostomo Colonna, członek Akademii Pontana, a nad jej wychowaniem czuwał również Antonio Galateo. Bona poznała dzięki nim dzieła Wergiliusza, Cycerona i ojców Kościoła, nauczyła się wypowiadać w uczony sposób, posiadła również wiedzę z zakresu historii, prawa, administracji i teologii. Była osobą gospodarną, oszczędną, a jednocześnie potrafiącą wywierać wpływ na ludzi. Wykazywała przy tym ambicję we wszystkich swoich działaniach. Czasem zbytnio uwypuklane jest znaczenie Bony, które na polu kultury było niewielkie.
Niemal od początku swego pobytu w Polsce królowa Bona starała się zdobyć silną pozycję polityczną. Tworzyła własne stronnictwo i jednocześnie korzystała z wpływu, jaki miała na króla. Popierali ją między innymi Piotr Kmita, Andrzej Krzycki i Piotr Gamrat, którzy zawdzięczali jej swoje urzędy, tworząc tzw. triumwirat. Zdołała również uzyskać od papieża Leona X prawo decydowania o obsadzie piętnastu beneficjów kościelnych o bardzo dużym znaczeniu (m.in. w Krakowie, Gnieźnie, Poznaniu, Włocławku i Fromborku).
Bona wychodziła z przekonania, że jedną z najważniejszych rzeczy, potrzebnych do skutecznej realizacji planów politycznych i wzmocnienia władzy królewskiej, jest dostęp do odpowiednio wysokich środków finansowych. Postawiła więc sobie za cel powiększenie domeny dynastycznej i zgromadzenie jak największego majątku, co dawałoby Jagiellonom niezależność finansową. Do 1524 Bona posiadała już, jako nadania królewskie, księstwa pińskie i kobryńskie, dobra sieluckie i bardzo duży pas puszczy w okolicach Narwi, a jej następnym celem była rewindykacja królewszczyzn na Podlasiu. Później skupowała także liczne posiadłości na Litwie, by w latach 1536–1546 przejąć nadzór nad komorami celnymi na terenie całego Wielkiego Księstwa Litewskiego, co przynosiło ogromne dochody.
W 1527, w wyniku upadku z konia, królowa przedwcześnie urodziła swego drugiego syna Olbrachta, który zmarł w dniu narodzin. Po tym wydarzeniu królowa nie mogła mieć więcej dzieci. Bona, chcąc zapewnić ciągłość dynastii Jagiellonów na tronie polskim, postanowiła zmusić szlachtę i magnatów do koronacji jedynego syna, małoletniego Zygmunta Augusta. Najpierw, po długich układach i rozdaniu wielu stanowisk i intratnych beneficjów, szlachta Wielkiego Księstwa Litewskiego oddała mu tron wielkoksiążęcy (ok. 1527–1528). Następnie w 1530 roku koronowano Zygmunta II Augusta na króla Polski. Wywołało to ogromny sprzeciw panów polskich, co doprowadziło do uchwalenia ustawy, że następna koronacja odbędzie się dopiero po śmierci Zygmunta Augusta i to za zgodą całej braci szlacheckiej.

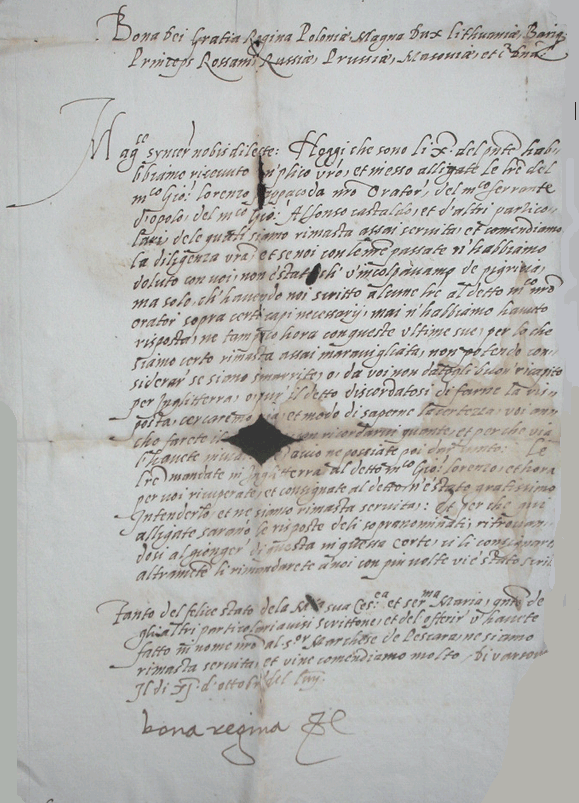
List królowej Bony do jej kapuańskiego agenta Pompea Lanzy z 1554

W polityce zagranicznej była zażartą przeciwniczką Habsburgów i zwolenniczką zacieśnienia sojuszu z Francją. Na Węgrzech, w czasie wojen, które miały miejsce po bitwie pod Mohaczem (1526), poparła – przeciwko Habsburgom – Jana Zapolyę, za którego wydała swą najstarszą córkę Izabelę. Bona starała się także o utrzymywanie dobrych stosunków z Portą Osmańską i kontaktowała się z Roksolaną, najważniejszą żoną Sulejmana Wspaniałego. Chciała ona również ostatecznego rozwiązania sprawy Prus Książęcych poprzez ich inkorporację (bezpośrednie włączenie) do Korony. Nie udało się jej zrealizować tego projektu, ale cały czas walczyła z rosnącymi wpływami Hohenzollernów w Polsce. Bona była też rzeczniczką przyłączenia Śląska do Korony w zamian za swoje dziedziczne księstwo Bari i Rossano, ale Zygmunt Stary nie poparł tego pomysłu i całe przedsięwzięcie upadło. W latach trzydziestych udało jej się również przeprowadzić na Litwie reformy podatkowe i rolne (m.in. ujednolicenie powinności chłopskich i jednostki powierzchni – pomiara włóczna).
W 1544 Zygmunt II August objął samodzielną władzę na Litwie i w związku z tym tam się przeniósł. Było to przyczyną znacznego osłabienia władzy królowej, która nie chciała jego wyjazdu. Ten konflikt interesów, a następnie sprawa związku Zygmunta II Augusta z Barbarą Radziwiłłówną, doprowadziły ostatecznie, po śmierci króla Zygmunta I Starego, do przeniesienia się Bony wraz z córkami na Mazowsze. Przebywała tam 8 lat. Gdy zrozumiała, że porozumienie z synem nie będzie możliwe, zdecydowała się na wyjazd z Polski do Bari, co uczyniła w 1556. Musiała przy tym, na żądanie szlachty, zrzec się wszystkich posiadanych w Polsce dóbr ziemskich.
Mimo wielkiego poczucia odpowiedzialności za los i pomyślność dynastii i państwa Bona nie zadbała o zamążpójście swych młodszych córek, które dożywszy wieku uznanego za staropanieński straciły szanse na świetniejsze mariaże. Była też niechętna wszystkim mariażom syna – zarówno z kolejnymi Habsburżankami, jak i przede wszystkim przeciw małżeństwu Zygmunta II Augusta z Barbarą Radziwiłłówną, które słusznie uznawała za szkodliwe dla dynastii. W tej kwestii opinia szlachecka w Polsce była zresztą wyjątkowo zgodna z opinią królowej. Od samego początku Bona niechętna była rosnącej potędze Radziwiłłów herbu Trąby, za co była później bezpodstawnie posądzana przez niektórych o otrucie przedwcześnie zmarłej Barbary Radziwiłłówny.
W rok po powrocie do księstwa Bari Bona Sforza została otruta przez swego zaufanego dworzanina Jana Wawrzyńca Pappacodę. Inicjatorami zabójstwa byli Habsburgowie, którzy mieli zyskać na sfałszowaniu jej testamentu, a jednocześnie unikali konieczności spłaty pożyczki w wysokości 430 tys. dukatów, jakiej Bona udzieliła księciu Alby, namiestnikowi króla Hiszpanii, Filipa II (sumy neapolitańskie). Pomimo starań ze strony polskiej dobra przejęte na podstawie sfałszowanego testamentu nigdy nie wróciły do prawowitych właścicieli.
Królową pochowano, wbrew jej woli, nie w Neapolu, a w bazylice św. Mikołaja w Bari w bardzo skromny sposób. Dopiero jej córka, Anna Jagiellonka, zleciła mistrzowi florenckiemu Santiemu Gucciemu wykonanie odpowiedniego nagrobka. Wykonany w 1593 nagrobek w stylu manierystycznym przetrwał do dziś.

### Opinie o królowej

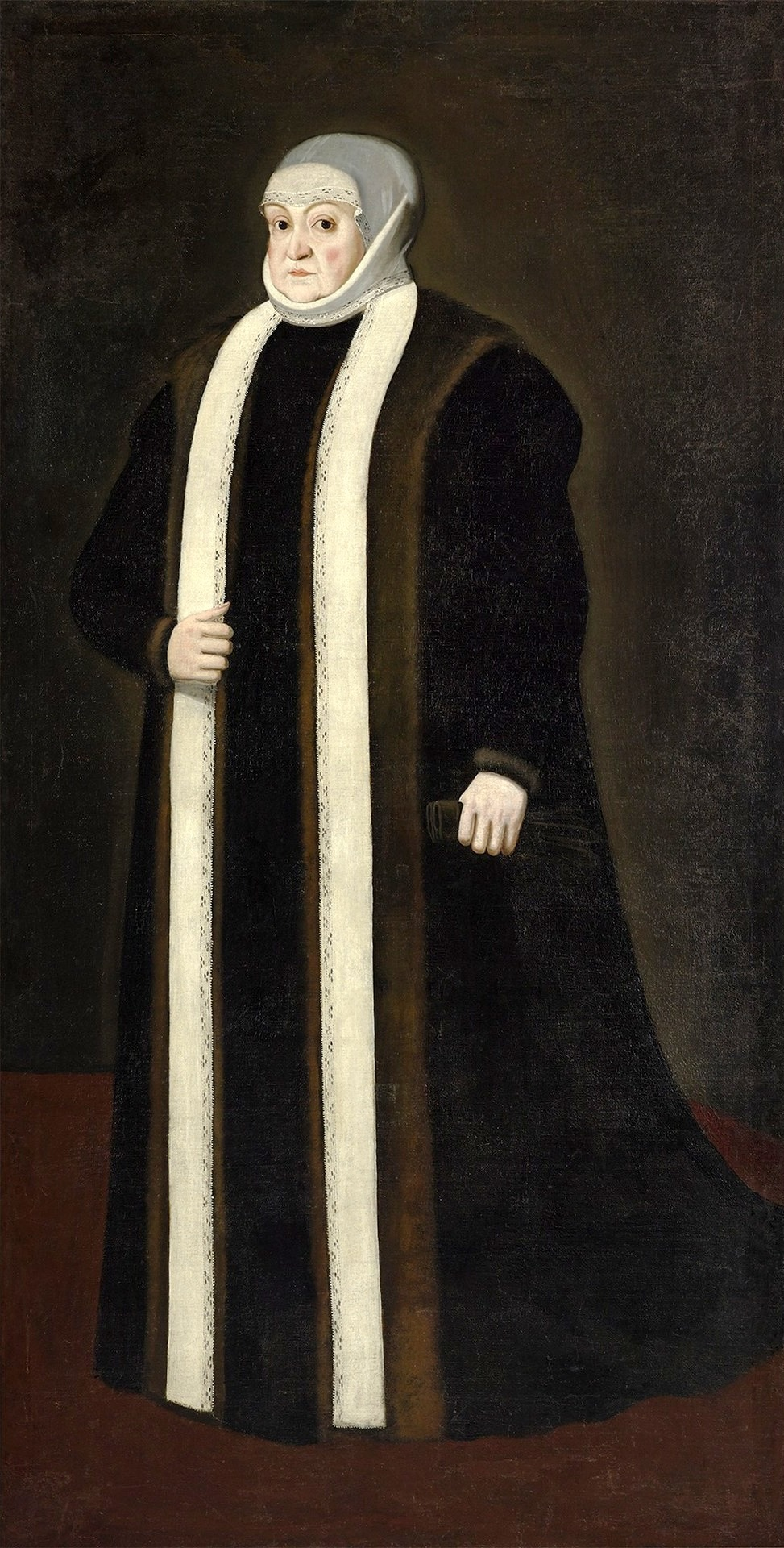
Portret Bony w stroju wdowy, ok. 1557

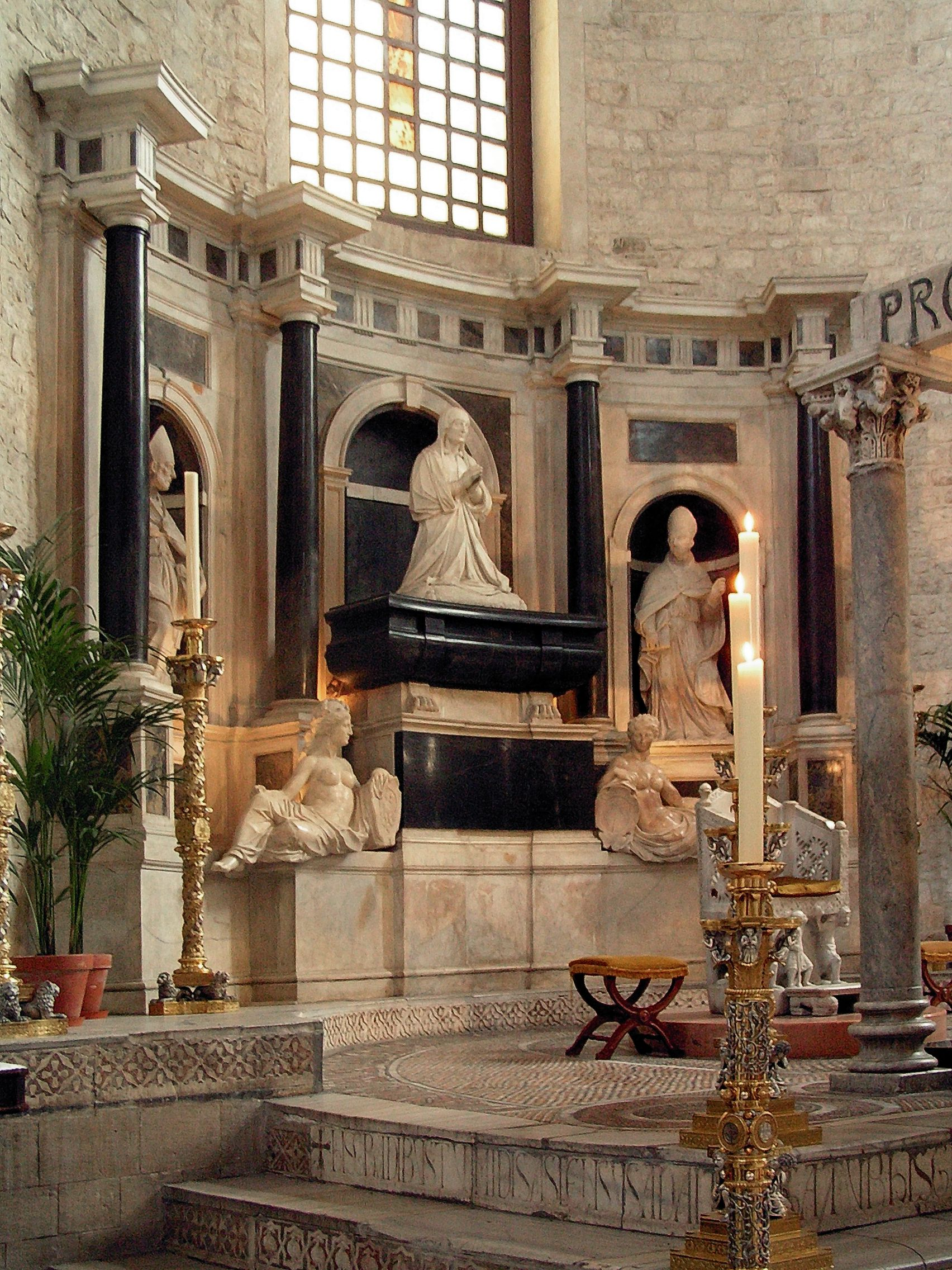
Nagrobek królowej Bony z 1593 w bazylice św. Mikołaja w Bari

Opinie współczesnych o królowej były podzielone. Jedni zwracali uwagę na jej zasługi, drudzy zarzucali jej intryganctwo, chciwość, przekupstwo, oskarżając ją nawet o trucicielstwo. Była podejrzana o zatrucie książąt mazowieckich – Stanisława i Janusza III, oraz synowej Barbary Radziwiłłówny. Obdarzona była nieprzeciętną inteligencją, była dumna i bezwzględna wobec możnych, broniła biednych i słabych przed uciskiem. Była sprytna, skłonna do obrażania się, łatwo ulegała chorobliwym wybuchom gniewu. W oczach nienawidzącej jej opozycji, w wyniku nieprzychylnej jej propagandy habsburskiej stała się symbolem zła, gubiącego Polskę.
Bona Sforza zaszczepiła na gruncie polskim intrygi i przekupstwo, sprzedawała urzędy świeckie i wyższe godności duchowne. Historiografia katolicka uważa, że rozstrój wewnętrzny państwa, spowodowany przez królową wzmacniał opozycję przeciwko Kościołowi katolickiemu.
Była mecenasem kulturalnym młodzieży polskiej, wysyłając chętnych na studia zagraniczne (było to tym bardziej cenne, że Akademia Krakowska przeżywała wówczas regres). Dzięki niej również na polskie stoły trafiło wiele nieznanych wcześniej warzyw, tzw. włoszczyzna: kalafior, karczochy, fasola szparagowa, brokuły, kapusta, marchew, sałata czy szpinak. Również dzięki niej w Polsce pojawiły się makarony włoskie i przyprawy korzenne, które królowa uwielbiała. Wraz z przybyciem Bony wzrosło też spożycie wina, które stopniowo wypierało miody pitne.
Królowa Bona nie była lubiana, bo też żadna królowa wcześniej nie wtrącała się do polityki tak otwarcie. Przez kronikarzy nazywana chciwą, podstępną i żądną władzy, zrobiła jednak wiele dobrego dla Polski. Zagospodarowała wielkie połacie nieużytków, zaludniała pustki, budowała mosty, młyny, tartaki. Rozbudowywała miasta nadane jej jako „Oprawa Polskich Królowych”. Budowała twierdze warowne, np. Bar. Rozbudowała miasta Mazowsza, gdzie osiadła pod koniec życia. Królowa Bona często mawiała: „U was dukaty leżą na gościńcach, schylić się jeno, ażeby je zebrać. Nikt nie chce? Tym lepiej dla mnie”. Wyjeżdżając z Polski pozostawiła po sobie doskonale zagospodarowane dobra królewskie, przynoszące ogromne dochody. Jej syn, a później i inni królowie nie potrafili utrzymać tego stanu i większość tych dóbr rozdali magnatom, aby kupić ich lojalność. Jak na ironię postąpiono w myśl ulubionej maksymy Bony: „Przekupstwo nie zostało wymyślone dla przyjaciół”.

## Potomstwo Bony Sforzy i Zygmunta Starego
| Obraz | Imię                   | Data urodzenia       | Data śmierci     | Małżeństwa                                                         | Funkcja                    |
| ----- | ---------------------- | -------------------- | ---------------- | ------------------------------------------------------------------ | -------------------------- |
|       | Izabela Jagiellonka    | 18 stycznia 1519     | 15 września 1559 | Jan Zápolya                                                        | Królowa Węgier             |
|       | Zygmunt II August      | 1 sierpnia 1520      | 7 lipca 1572     | Elżbieta Habsburżanka Barbara Radziwiłłówna Katarzyna Habsburżanka | Król Polski                |
|       | Zofia Jagiellonka      | 13 lipca 1522        | 28 maja 1575     | Henryk II Młodszy                                                  | Księżna Brunszwicka        |
|       | Anna Jagiellonka       | 18 października 1523 | 9 września 1596  | Stefan Batory                                                      | Król Polski/Królowa Polski |
|       | Katarzyna Jagiellonka  | 1 listopada 1526     | 16 września 1583 | Jan III Waza                                                       | Królowa Szwecji            |
|       | Olbracht Jagiellończyk | 20 września 1527     | 20 września 1527 |                                                                    | Królewicz Polski           |

## Rodowód
| Prapradziadkowie                        | Muzio Attendolo Sforza (1369–1424) x Lucia da Torsano (-1461)                            | książę Mediolanu Filip Maria Visconti (1392–1447) x Agnese del Maino (1401–1465)         | książę Sabaudii Amadeusz VIII Sabaudzki (1383–1451) ∞1401 Maria Burgundzka (1380–1422)    | król Cypru i Armenii Janus Lusignan (1375–1432) ∞1400 Anglesia Visconti (1377–1439)       | król Aragonii i Neapolu Alfons V Aragoński (1396–1458) x Giraldona Carlino            | Tristan de Clermont (1380–1432) ∞ Katarzyna Orsini                                    | Muzio Attendolo Sforza (1369–1424) x Lucia da Torsano (-1461)                            | książę Mediolanu Filip Maria Visconti (1392–1447) x Agnese del Maino (1401–1465)         |
| Pradziadkowie                           | książę Mediolanu Franciszek I Sforza (1401–1466) ∞1441 Bianka Maria Visconti (1425–1468) | książę Mediolanu Franciszek I Sforza (1401–1466) ∞1441 Bianka Maria Visconti (1425–1468) | książę Sabaudii i Piemontu Ludwik I Sabaudzki (1413–1465) ∞1433 Anna Lusignan (1419–1462) | książę Sabaudii i Piemontu Ludwik I Sabaudzki (1413–1465) ∞1433 Anna Lusignan (1419–1462) | król Neapolu Fryderyk I Trastámara (1423–1492) ∞1444 Izabela de Clermont (1424–1465)  | król Neapolu Fryderyk I Trastámara (1423–1492) ∞1444 Izabela de Clermont (1424–1465)  | książę Mediolanu Franciszek I Sforza (1401–1466) ∞1441 Bianka Maria Visconti (1425–1468) | książę Mediolanu Franciszek I Sforza (1401–1466) ∞1441 Bianka Maria Visconti (1425–1468) |
| Dziadkowie                              | książę Mediolanu Galeazzo Maria Sforza (1444–1476) ∞1468 Bona Sabaudzka (1449–1503)      | książę Mediolanu Galeazzo Maria Sforza (1444–1476) ∞1468 Bona Sabaudzka (1449–1503)      | książę Mediolanu Galeazzo Maria Sforza (1444–1476) ∞1468 Bona Sabaudzka (1449–1503)       | książę Mediolanu Galeazzo Maria Sforza (1444–1476) ∞1468 Bona Sabaudzka (1449–1503)       | król Neapolu Alfons II Trastámara (1448–1495) ∞1465 Hipolita Maria Sforza (1446–1484) | król Neapolu Alfons II Trastámara (1448–1495) ∞1465 Hipolita Maria Sforza (1446–1484) | król Neapolu Alfons II Trastámara (1448–1495) ∞1465 Hipolita Maria Sforza (1446–1484)    | król Neapolu Alfons II Trastámara (1448–1495) ∞1465 Hipolita Maria Sforza (1446–1484)    |
| Rodzice                                 | książę Mediolanu Gian Galeazzo Sforza (1469–1494) ∞1488 Izabela Aragońska (1470–1524)    | książę Mediolanu Gian Galeazzo Sforza (1469–1494) ∞1488 Izabela Aragońska (1470–1524)    | książę Mediolanu Gian Galeazzo Sforza (1469–1494) ∞1488 Izabela Aragońska (1470–1524)     | książę Mediolanu Gian Galeazzo Sforza (1469–1494) ∞1488 Izabela Aragońska (1470–1524)     | książę Mediolanu Gian Galeazzo Sforza (1469–1494) ∞1488 Izabela Aragońska (1470–1524) | książę Mediolanu Gian Galeazzo Sforza (1469–1494) ∞1488 Izabela Aragońska (1470–1524) | książę Mediolanu Gian Galeazzo Sforza (1469–1494) ∞1488 Izabela Aragońska (1470–1524)    | książę Mediolanu Gian Galeazzo Sforza (1469–1494) ∞1488 Izabela Aragońska (1470–1524)    |
| Bona Sforza (1494–1557), królowa Polski |                                                                                          |                                                                                          |                                                                                           |                                                                                           |                                                                                       |                                                                                       |                                                                                          |                                                                                          |

## Odniesienia w kulturze
- Dwie królowe – powieść historyczna Józefa Ignacego Kraszewskiego z cyklu Dzieje Polski wydana po raz pierwszy w 1884 roku.
- Barbara Radziwiłłówna – polski film historyczny z 1936. W rolę Bony Sforzy wcieliła się Leokadia Pancewiczowa.
- Królowa Bona – polski serial telewizyjny z 1980. W rolę Bony Sforzy wcieliła się Aleksandra Śląska.
- Jarosław Iwaszkiewicz: Pogrzeb królowej. Oprac. R. Papieski. „Fabrica Litterarum Polono-Italica” 2020, nr 1. Katowice: Wydawnictwo Uniwersytetu Śląskiego, s. 129–158.
- Jan Matejko, obraz „Otrucie Królowej Bony”, 1859 r. Muzeum Narodowe w Krakowie.